# Xiamiao
Xiamiao (kinesiska: 下庙乡, 下庙) är en socken i Kina. Den ligger i provinsen Hebei, i den norra delen av landet, omkring 130 kilometer norr om huvudstaden Peking.
Genomsnittlig årsnederbörd är 626 millimeter. Den regnigaste månaden är juni, med i genomsnitt 152 mm nederbörd, och den torraste är januari, med 4 mm nederbörd.